# Distance measuring equipment
Distance measuring equipment (DME) är en utrustning för avståndsmätning från flygplan.
I flygplanet finns en utrustning som kontinuerligt skickar frågepulser (interrogator) till en markstation (transponder) som då svarar på dessa pulser. 
Genom att mäta tiden som frågepulsen tar att komma från och tillbaka till flygplanet och sedan halvera denna tid får man avståndet till markstationen. Frågepulsen går med ljushastigheten, 300 000 km/s eller 300 m/µs, så avståndet mellan flygplan och markstation förändras med 150 m för varje µs (vid kurs rakt mot alternativt rakt från DME-utrustningen på marken). 
Genom att varje flygplan ”känner igen” sin egen frågepuls kan markutrustningen svara upp till 100 flygplan samtidigt. Skulle det finnas fler flygplan som frågar kommer markstationen att minska på känsligheten och de flygplan som då befinner sig längst bort kommer att tappa sina svar.
DME blev 1959 godkänt som ett navigationssystem av ICAO. DME utrustningen sänder i frekvensområdet 962-1213 MHz.
För att flygplanet skall kunna få både avstånd och riktning till en punkt på marken samlokaliserar man ofta en DME med en VOR. Piloten behöver bara ställa in VOR frekvensen, DME frekvensen ställs in automatiskt.
Ett annat sätt att använda DME-utrustningar är som positioneringshjälpmedel, med hjälp av flera markstationer utplacerade över ett stort område. Flygplanet måste då ha minst tre stycken interrogatorer, som då mäter avståndet till de inställda markstationerna. Utrustningen ombord på flygplanet räknar ut positionen genom att mäta hur lång tid det tar för varje station att svara på de utsända frågepulserna. Systemet kallas RNAV och ger en noggrannhet på ett hundratal meter. 
DME kommer att finnas kvar i många år till som det enda markbaserade alternativet till satellitbaserade navigationssystem som till exempel GPS.